# Sønderborg (općina)
Sønderborg je općina u danskoj regiji Južna Danska.

## Zemljopis
Općina se nalazi u jugoistočnom dijelu poluotoka Jutlanda, prositire se na 496,57 km2.

## Stanovništvo
Prema podacima o broju stanovnika iz 2010. godine općina je imala 76.439 stanovnika, dok je prosječna gustoća naseljenosti 153,93 stan/km2. Središte općine je grad Sønderborg.

### Naselja
| Veća naselja u općini |                |                    |
| Br.                   | Naselje        | Stanovnika (2010.) |
| 1                     | Sønderborg     | 27.194             |
| 2                     | Nordborg       | 6.860              |
| 3                     | Gråsten        | 4.225              |
| 4                     | Broager        | 3.378              |
| 5                     | Augustenborg   | 3.255              |
| 6                     | Høruphav       | 2.652              |
| 7                     | Guderup        | 2.615              |
| 8                     | Dybbøl         | 2.443              |
| 9                     | Egernsund      | 1.564              |
| 10                    | Vester Sottrup | 1.478              |

## Vanjske poveznice
- Službena stranica općine  Arhivirana inačica izvorne stranice od 2. listopada 2015. (Wayback Machine)